# Свети Мина (пещера)
Свети Мина (на гръцки: Σπήλαιο του Αγίου Μηνά, Σπηλιά του Αϊ Μηνά) е пещера край населишкото село Драгасия (Дислап), Гърция, област Централна Македония.

## Местоположение
Пещерата е оформена на надморска височина от 1100 m в рида Свети Мина, в така наречения пояс на планината Одре (Одрия), западно от Драгасия, близо до развалините на Дислапското теке.

## Описание
Пещерата се състои от два карстови канала и се развива на две нива с разлика в надморската височина около 8,5 m. Главният вход на пещерата е с остра конфигурация и североизточна посока. Вдясно от входа има малък иконостас на Свети Мина, с чието поклонение е свързана пещерата. Подът е почти хоризонтален и по него има поставени разпръснати каменни плочи. В края на първата зала има изсечени в скалата почти вертикални стъпала, които водят до второто ниво. Подът тук също е оформен с тухли, плочки и глинена мазилка.